# Bolloudéré
Bolloudéré est un village de la région de Şəki en Azerbaïdjan.

## Géographie
Le village de Bolloudéré de la région de Şəki est situé dans la circonscription administrative de la bourgade de Touran.

## Économie
La principale occupation de la population du village est l'agriculture et l'élevage.

## Population
Selon les statistiques de 2009, la population du village est de 455 personnes.